# Bataille de Toury
 (novembre 2019).
Si vous disposez d'ouvrages ou d'articles de référence ou si vous connaissez des sites web de qualité traitant du thème abordé ici, merci de compléter l'article en donnant les références utiles à sa vérifiabilité et en les liant à la section « Notes et références ».
La bataille de Toury, ou de Thoury est une bataille qui eut lieu en 1112 dans le royaume de France.
Depuis l’avènement de Louis VI en 1108, la guerre contre les seigneurs puissants du royaume de France est quasi continuelle. Les sièges sont plus courants que les batailles en rase campagne, il y en a eu, comme celle de Toury (ou Thoury) en 1112 qui vit la défaite de Louis VI face à une coalition entre autres des forces du comte de Blois, de Raoul, sire de Beaugency et du seigneur de Thoury, seigneur de Thoury-sur-Besbre. L’armée royale après la bataille dut trouver refuge à Orléans, Étampes et Pithiviers.